# Solanum incanoalabastrum
Solanum incanoalabastrum är en potatisväxtart som beskrevs av Symon. Solanum incanoalabastrum ingår i släktet skattor som ingår i familjen potatisväxter. Inga underarter finns listade i Catalogue of Life.